# Unterstesiefen
Unterstesiefen (von „unterste Siefen“) ist ein Weiler in Lohmar im Rhein-Sieg-Kreis in Nordrhein-Westfalen.

## Geographie
Unterstesiefen liegt im Nordosten von Lohmar. Umliegende Ortschaften und Weiler sind Oberstehöhe im Norden, Kuckenbach im Nordosten, Neuheim und Ingersauel im Südosten, Naaf im Süden, Heide und Höffen im Südwesten, Schönenberg im Westen, Saal, Grünenborn und Oberstesiefen im Nordwesten.

## Gewässer
Im Norden von Unterstesiefen entspringt der Siefer Bach, ein orographisch rechter Nebenfluss des Naafbachs.

## Sehenswürdigkeiten
Unterstesiefen liegt nahe zum Naturschutzgebiet Naafbachtal.

## Verkehr
Unterstesiefen liegt direkt an der K 16. Das Anruf-Sammeltaxi (AST) in den benachbarten Ortschaften bzw. Weilern  ergänzt den ÖPNV. Unterstesiefen gehört zum Tarifgebiet des Verkehrsverbund Rhein-Sieg (VRS).